# Revista Médica Vasco-Navarra
La Revista Médica Vasco-Navarra fue el órgano oficial de la Academia de Ciencias Médicas de Vitoria. Publicada entre 1882 y, al menos, 1886, fue propiedad de Ramón Apraiz, que fue también uno de sus directores.

## Descripción
Tuvo como propietario y director a Ramón Apraiz, que también lo había sido del periódico Anales de Ginecología. Se imprimía en el establecimiento tipográfico que Domingo Sar regentaba en la capital alavesa. El primer número vio la luz el 1 de mayo de 1882. En el texto que explicaba el objeto de la publicación, se hacía referencia a La Razón, publicación que Víctor Acha había dirigido en San Sebastián y cuya desaparición se lamentaba. Se decía lo siguiente en esas primeras páginas de aquel primer número:

«[...] las causas que motivaron aquella publicación subsisten aún: los mismos, ó quizá mayores males afligen hoy á los profesores de ciencias médicas, y no vemos otro remedio á tantas necesidades, que recordar un dia y otro dia á nuestros compañeros, por medio de la prensa profesional, lo indispensable de una vigorosa campaña, procurando aunar los esfuerzos de todos, auxiliar al que entregado á sus propios recursos se encuentre débil para luchar con los obstáculos que le rodean y asociarnos á fin de exigir del público los derechos y atenciones que se merecen profesiones tan dignas é ilustradas»

Los autores se emplazaban, además, a «combatir los obstáculos que tienen oprimido al profesor de partido y aniquilan sus nobles esfuerzos», trabajando para ello desde un prisma local y con la ventaja de conocer «á fondo las necesidades» de la comarca. Se exponía, además, que la publicación tendría una sección profesional a la que los profesores podrían remitir directamente sus trabajos, otra que extraería lo más importante de la prensa profesional y una última con «noticias, anuncios vacantes y correspondencia con los suscriptores».
Aunque Ramón Apraiz siguió siendo «director propietario», la revista incorporó más adelante, en 1886, a Vicente González de Echávarri como «director literario y jefe de redacción».